# Wattripont
Wattripont est une section de la commune belge de Frasnes-lez-Anvaing, située en Région wallonne dans la province de Hainaut. La commune fusionna en 1971 avec Arc-Ainières pour former la commune de Arc-Wattripont. Lors de la fusion des communes de 1977, Arc-Wattripont fut rattachée à la commune de Frasnes-lez-Anvaing.

## Évolution démographique
- Sources : INS, Rem. : 1831 jusqu'en 1970 = recensements, 1976 = nombre d'habitants au 31 décembre.